# Voorburg vasútállomás
Voorburg vasútállomás vasútállomás Hollandiában, Leidschendam-Voorburg községben, Voorburg településen.

## Vasútvonalak
Az állomást az alábbi vasútvonalak érintik:
- Gouda–DenHaag-vasútvonal

## Kapcsolódó állomások
A vasútállomáshoz az alábbi állomások vannak a legközelebb:
- Den Haag Centraal vasútállomás
- Den Haag Ypenburg vasútállomás